# XXXVIII. Armeekorps (Wehrmacht)
Das Generalkommando XXXVIII (38. Armeekorps) war ein Großverband der deutschen Wehrmacht, der im Zweiten Weltkrieg zunächst an der Westfront (1940) und ab 1941 bis zum Kriegsende an der nördlichen Ostfront (Raum Leningrad, Wolchow, Kurland) eingesetzt wurde. Am 8. Januar 1945 erfolgte im Kurlandkessel die Umbenennung in XXXVIII. Panzerkorps, obwohl dem Kommando bis zum Kriegsende auch weiterhin fast nur infanteristische Kräfte unterstellt waren.

## Geschichte
Das XXXVIII. (38.) Armeekorps wurde am 27. Januar 1940 im Wehrkreis II (Stettin) unter Erich von Manstein aufgestellt, bis zur ersten Phase des Frankreich-Feldzuges trug das Generalkommando aus Tarnungsgründen die Bezeichnung "Festungsbaustab 38".

### 1940
Am 10. Mai 1940 traf beim Generalkommando 38 der Befehl ein, aus Stettin zunächst nach Braunschweig zu verlegen. Am 13. Mai ging es von dort nach Düsseldorf, wo das Korps unter den Befehl der Heeresgruppe B trat.
Im Fall Gelb wurde das Generalkommando ab 16. Mai der Heeresgruppe A zugeführt und hatte die Aufgabe, die als Reserve ankommenden Divisionen der 9. Armee hinter der Front in Richtung zur Maas vorzuschieben. Am 22. Mai befanden sich im Korpsbereich die 78., 81., 162., 169., 260., 290., 292., 293., 294., 296. und 298. Infanterie-Division.
Ab 27. Mai begann das Generalkommando Teile des XIV. A.K. (mot.) zwischen Abbeville und Amiens frei zu machen, wo um die Stadt Abbeville auf dem südlichen Somme-Ufer ein Brückenkopf entstanden war. Am gleichen Tag wurde im benachbarten Abschnitt des II. A.K. die im Brückenkopf liegende 57. I.D. (Generalleutnant Oskar Blümm) in der Schlacht bei Abbeville von der französischen 2. und 5. Kavallerie-Division angegriffen und die folgenden Tage über 4 Kilometer zum Fluss zurückgeworfen.
Für die zweite Feldzugsphase (Fall Rot) wurde dem XXXVIII. A.K. mit der 6., 46. und 27. Infanterie-Division eine aktive Aufgabe zugewiesen. Im Verband der 4. Armee hatten die Truppen unter Führung des Generals von Manstein die Somme zwischen Abbeville und Amiens zu überschritten, den verlassenen Abschnitt beiderseits Abbeville hatte das II. A.K. (General Stülpnagel) zu übernehmen. Zwischen diesem und dem XXXVIII. A.K wurde bei Ailly das XV. Armeekorps (mot.) der Panzergruppe Kleist eingeschoben. Der nahe Brückenkopf von Amiens wurde vom XIV. A.K. (mot.) übernommen.
Das XXXVIII. A.K. hatte beiderseits Picquigny einen Angriffsstreifen von nicht ganz 20 Kilometern: Den ersten Angriff führte rechts die 46. I.D. und links die 27. I.D., während die 6. I.D. zunächst als Reserve diente, die nach der Überwindung des Flusses zur Vollendung des Durchbruchs eingesetzt werden sollte. Gegenüber dem Korpsbereich verteidigten die 5. Kolonial-Division und die 13. Division der französischen 10. Armee.
Am 7. Juni wurde die 6. I.D., die schon tags zuvor auf das südliche Somme-Ufer vorgezogen worden war, auf dem rechten Flügel des Korps eingesetzt. Die abgekämpfte 27. I.D. wurde in die zweite Linie genommen, ihre Stelle auf dem linken Flügel des Korps wurde der neu zugewiesenen 1. Kav.-Division überwiesen. Am 9. Juni wurde die 6. I.D. zum Übergang der Seine bei Les Andelys, die 46. I.D. auf den von Vernon angesetzt. Die 1. Kavallerie-Division wurde bald dem Korpsbereich entzogen und dem in zweiter Linie folgenden I. A.K. der neu an der Front eingeschobenen 18. Armee unterstellt, um nördlich der Seine die Flanke an der Oise zu sichern. Am 16. Juni trafen die Divisionen des XXXVIII. Korps an der Linie La Ferté-Vidame-Senonches-Chateauneuf nochmals auf organisierten Widerstand, das Etappenziel Le Mans wurde rücksichtslos verfolgt. Bis zum 22. Juni war es gelungen, die 6. und 27. I.D. auf das Südufer der Loire zu bringen. Am 23. Juni beendete der Waffenstillstand von Compiègne den Feldzug. Nach dem Waffenstillstand wurde das Korps nach Sancerre verlegt. Ab 25. Juli wurden an die Kanalküste bei Boulogne und im September südlich davon Vorbereitungen für das Unternehmen Seelöwe durchgeführt, dafür wurde das Korps der 9. Armee unterstellt. Am 11. November 1940 wurde das Hauptquartier nach Le Touquet verlegt, das Generalkommando verblieb noch weitere 6 Monate als Sicherung an der Kanalküste. Ende Dezember waren die 26., 34., und 254. Infanterie-Division zugeteilt.

### 1941
Zu Beginn des Unternehmen Barbarossa (22. Juni 1941) war das Korps unter General der Infanterie von Chappuis Teil der 18. Armee, unterstellt waren zunächst nur die 58. Infanterie-Division. Die bald zugewiesene 291. I.D. rückte zunächst separat an der baltischen Küste nordwärts nach Libau vor, während die 58. I.D. den Vormarsch des XXXXI. Panzerkorps über Schaulen durch das Baltikum auf Pskow (12. Juli) folgte und dann entlang des Ostufers des Ilmensee bis Anfang August Kingisepp erreichte. Mitte August erfolgte der Angriff der 58. Infanterie-Division auf Narva, die zugewiesene 1. Infanterie-Division deckte derweil den östlichen Luga-Abschnitt bei Kingissepp. Nach der Sicherung Narvas wurde die sowjetische 8. Armee im Zusammenwirken mit dem XXVI. Armeekorps Anfang September nach Oranienbaum abgedrängt und dort an der Küste des Finnischen Golfs blockiert. Der allgemeine Angriff auf Leningrad erfolgte nach Ankunft der Panzergruppe 4, die 1. Infanterie-Division wurde dabei vom Westen über Krasnoje Selo und die Dudenhofer Höhen nach Norden angesetzt, in der Mitte griff das L. und XXVIII. A.K. an. Nach dem Ende September erfolgten Abzug der Panzergruppe 4 an den Mittelabschnitt der Ostfront, hielt die 18. Armee alleine den Ring um das südliche Vorfeld von Leningrad, das ausgehungert werden sollte.
Das XXXVIII. Korps hielt die neuen Stellungen im Raum Strelna, wurde aber Anfang November an den Wolchow zur 16. Armee verlegt, um der aus dem Raum nördlich Nowgorod angreifenden Gruppe von Roques mit der 126. und 250. Infanteriedivision Flankenschutz nach Nordosten zu geben. Am 12. November griff die gegenüberliegende sowjetische 52. Armee ihrerseits an und trieb das Korps zum Wolchow zurück. Auch das vom XXXIX. A.K. kurzzeitig eroberte Tichwin ging am 30. Dezember wieder verloren.

### 1942 und 1943
Anfang 1942 hielt das Korps mit der 126. und 250. I.D. noch immer an der Wolchowfront zwischen Ilmensee und Spasskoje, nördlicher Nachbar war die 215. I.D. des XXXIX. A.K., im Süden erfolgte der Anschluss an das bei Staraja Russa sichernde X. Armeekorps. Am 7. Januar 1942 starteten die Truppen der Leningrader Front die Ljubaner-Operation. Am 17. Januar wurden die Linien des XXXVIII. Korps am Wolchow durchbrochen, die sowjetische 2. Stoßarmee rückte Ende Januar fast 75 Kilometer tief vor und erreichte mit der Eisenbahnstrecke Nowgorod–Leningrad die Zugänge zur Stadt Ljuban. Das Generalkommando deckte darauf am südlichen Abschnitt des neu gebildeten Frontvorsprungs.
Bis Mitte März hatte die deutsche 18. Armee etwa elf Divisionen gegenüber der sowjetischen Wolchowfront konzentriert und ging zur Gegenoffensive über. Am 19. März wurde die 2. Stoßarmee fast abgeschnitten; die Verbindungen waren nur mehr drei bis fünf Kilometer breit. Erst Ende Mai traf von der Stawka die Genehmigung zum nötig gewordenen Rückzug ein.
Zwischen 22. und 27. Juni 1942 übernahm von Norden her General der Kavallerie Kleffel die Aufgabe, den Kessel zusammen mit dem von Süden her operierenden XXXVIII. Armeekorps (58., 126. und 250. Infanterie-Division) einzuengen und die dortigen Kräfte zu zerschlagen. Bei den am 24. und 25. Juni erfolgten letzten Versuchen auszubrechen, wurde die 2. Stoßarmee im Wolchowkessel fast vollständig aufgerieben. Das XXXVIII. A.K. konnte einen Teil der verlorenen alten Linie am Fluss Wolchow zurückgewinnen. Im November 1942 waren dem Kommando dann die 212. und Teile der 254. I.D., sowie die 1. Luftwaffen-Felddivision und kurzfristig die 20. Infanterie-Division (mot.) unterstellt, die Truppen blieben für den Rest des Jahres und auch das ganze Jahr 1943 in den gleichen Stellungen.
Im Frühjahr 1943 bildete das Korps mit der 1. Luftwaffenfeld-Div., 212. und 254. I.D. in den gleichen Positionen den rechten Flügel der 18. Armee.
Im April 1943 waren unterstellt: 23. und 217. I.D., 1. Luftwaffen-Feld-Division.
Anfang Juli 1943 waren unterstellt: 1. Luftwaffenfeld-Div., 217. I.D., lett. SS-Freiw. Brigade.

### 1944 und 1945
Am 14. Januar 1944 starteten sowjetische Truppen die Leningrad-Nowgoroder Operation. Das Korps (28. Jäger-Division, 1. Luftwaffen-Feld-Division und 2. lettische SS-Freiwilligen-Brigade) wurde im Raum Nowgorod von der sowjetischen 59. Armee angegriffen, am 20. Januar fiel die Stadt nach südlichen Flankenangriffen über den gefrorenen Ilmensees. Bei der Folgeoperation, der Nowgorod-Luga-Operation, musste sich die 18. Armee auf Luga zurückziehen, das wiederum am 12. Februar verloren ging. Beim allgemeinen Rückzug auf die "Pantherstellung" zog sich die Truppen des Korps nach Ostrow zurück, wo sich die Front Anfang März 1944 wieder stabilisierte.
Anfang Juni 1944 waren die 121. und 32. I.D., sowie die 21. Luftwaffen-Felddivision unterstellt. Am 17. Juli begann die nächste sowjetische Offensive, innerhalb von 2 Tagen war die deutsche Verteidigung südlich von Ostrow durchbrochen: die 21. Luftwaffen-Felddivision wurde dabei zerschlagen. Die Sowjets drangen 40 km tief vor und am 21. Juli wurde auch Ostrow aufgegeben, um eine Einkreisung zu vermeiden.
Am 14. September eröffneten die 2. und die 3. Baltische Front die erste Phase der Rigaer Operation. Die 1. Stoßarmee durchbrach die Verteidigung des XXXVIII. Armeekorps (21. Lw. feld. Div., 83. und 227. I.D.) und stieß bis zum Abend des 17. September fast 50 Kilometer tief vor. Am 1. Oktober bildete die 18. Armee einen halbrunden Verteidigungsring um Riga, nach Nordosten mit einer stark besetzten Flanke zur Küste des Rigaer Meerbusen. Ab 5. Oktober wurde auch der Brückenkopf Riga evakuiert, das Korps zog seine Verbände über die westliche Düna in den Kessel von Kurland zurück, wobei die Truppen Abwehrstellungen bei Autz einnahmen.
Bereits Ende Oktober stand das Generalkommando bei der 16. Armee wieder im Großkampf, zwischen dem Lielauce- und dem Zebreser See konnten mehrere Angriffe der sowjetischen 10. Gardearmee abgeschlagen werden. Nach einer kurzen Neugruppierung griffen am 19. November wieder 15 sowjetische Divisionen im Raum südlich von Saldus (Frauenburg) an. Das Generalkommando (205., 215., 290. und 329. I.D.) konnte standhalten, nach drei Tagen flauten die Angriffe nach schweren Verlusten der Roten Armee und ohne Geländegewinne wieder ab. Vom 21. bis 23. Dezember griffen abermals starke sowjetische Kräfte gegen die eigene Front und dem linken Nachbarn (L. A.K.) an, konnten jedoch aufgrund rechtzeitiger Gegenangriffe der deutschen 12. Panzerdivision abgewiesen werden.
Das XXXVIII. Armeekorps erfuhr wegen der Abwehrerfolge am 8. Januar 1945 die Umbenennung in XXXVIII. Panzerkorps. Anfang März standen die 122. und 329. I.D. wieder im Abwehrkampf, die 215. I.D. war bereits aus den Kessel evakuiert worden. Die Kapitulation erfolgte im Rahmen der 16. Armee Anfang Mai im Raum Kuldīga. Das XXXVIII. Panzerkorps (12. Panzer-, 122. und 329. Division) hatte die Stellungen zusammen mit dem rechts eingesetzten L. Armeekorps (11. und 290. I.D.) und dem links haltenden XVI. Armeekorps (81., 205. und 218. I.D.) bis zum Ende des Krieges gehalten.

## Führung
Kommandierende Generale
- General der Infanterie Erich von Manstein – 1. Februar 1940 bis 28. Februar 1941
- General der Infanterie Friedrich-Wilhelm von Chappuis – 15. März 1941 bis 23. April 1942
- General der Infanterie  Siegfried Haenicke – 23. April 1942 bis 29. Juni 1942
- General der Artillerie Kurt Herzog – 29. Juni 1942 bis 8. Januar 1945
- General der Artillerie Horst von Mellenthin – 8. Januar 1945 bis 16. März 1945
- General der Artillerie Kurt Herzog – 16. März 1945 – 10. Mai 1945